# Alfred Hackensberger
Alfred Hackensberger (* 1959 in München) ist ein deutscher Journalist und Autor von Sachbüchern und literarischen Werken.

## Leben und Wirken
Nach seinem Abitur 1979 studierte Hackensberger an der LMU München Germanistik, Politologie, Soziologie mit Abschluss als Magister artium.
Lange Zeit arbeitete Hackensberger als freier Autor. Er verfasste TV-Beiträge für ZDF, ARD, Premiere TV und Radiofeatures für NDR, BR und WDR. Seine Print-Artikel erschienen in Jungle World, Süddeutsche Zeitung, Zeit-Magazin, Berliner Zeitung, Frankfurter Rundschau, Taz, Das Parlament, Vogue, Die Woche, Wiener und auf Telepolis. Für den 1998 erschienenen Dokumentarfilm Tanger – Legende einer Stadt schrieb Hackensberger das Drehbuch.
Seit 2012 ist er bei der Welt angestellt als Auslandskorrespondent für Nordafrika und arabische Länder. Daneben schreibt er Essays unter anderem für das Kursbuch und das Saiten-Magazin.
Seit über 20 Jahren berichtet er aus dem Libanon, Tunesien, Libyen, Syrien, Ägypten, Gaza, dem Irak, Marokko, Niger und Mali. Seit Beginn des Ukrainekriegs berichtet er aus Kiew sowie über die Kämpfe an der Frontlinie. Hackensberger lebt in Marokko.

## Filmografie
- 1996: Musik ist Trumpf – Über die Gewalt des Zusammenhangs (Dokumentarfilm, Regie, Drehbuch)
- 2000: Tanger – Legende einer Stadt (Dokumentar- und Spielfilm, Drehbuch)